# 高山市立中山中学校
高山市立中山中学校 （たかやましりつ なかやまちゅうがっこう）は、岐阜県高山市にある公立中学校。
西小学校、北小学校、三枝小学校などの児童が進学する。

## 沿革
- 1961年（昭和36年）4月 - 第三中学校と第四中学校を統合し、高山市立中山中学校として開校。統合校舎は無く、旧・第三中学校を高山分校、旧・第四中学校を上枝分校として分散授業。
- 1964年（昭和39年） - 現在地に統合校舎が完成。高山分校、上枝分校を廃止。
- 2008年（平成20年） - 新校舎（木造2階建）が完成。
- 2009年（平成21年） - 屋内運動場が完成。

## 交通アクセス
- 濃飛バス荘川線「中山中学校前」バス停より徒歩約10分。
- のらマイカー西線「中山中学校前」バス停より徒歩約10分。